# Gieorgij Kostylew
Gieorgij Dmitrijewicz Kostylew (ros. Георгий Дмитриевич Костылев, ur. 7 kwietnia?/20 kwietnia 1913 w Oranienbaumie (obecnie Łomonosow), zm. 30 listopada 1960) – radziecki lotnik wojskowy, Bohater Związku Radzieckiego (1942).

## Życiorys
Urodził się w rodzinie robotniczej. Skończył 9 klas szkoły średniej i aeroklub, a w 1934 Centralną Szkołę Lotniczą w Tuszynie, od 1939 służył we Flocie Wojskowo-Morskiej. Brał udział w wojnie z Finlandią 1939-1940 i w wojnie z Niemcami od czerwca 1941 jako lotnik i dowódca klucza 3 gwardyjskiego lotniczego pułku myśliwskiego 61 Lotniczej Brygady Myśliwskiej Sił Wojskowo-Powietrznych Floty Bałtyckiej, 5 lutego 1942 został zestrzelony i ranny w rękę, od 1942 należał do WKP(b). Do kwietnia 1942 wykonał 233 loty bojowe i stoczył 59 walk powietrznych, w których strącił osobiście 9 i w grupie 34 samoloty wroga. Prowadził także naloty na siłę żywą i technikę przeciwnika. Łącznie podczas wojny wykonał 418 lotów bojowych i stoczył 112 walk powietrznych, zestrzeliwując osobiście 12 i w grupie 34 samoloty wroga. W maju 1945 skończył wyższe kursy oficerskie Sił Wojskowo-Powietrznych Floty Wojskowo-Morskiej, później służył na różnych stanowiskach w lotnictwie morskim, w 1953 został zwolniony do rezerwy w stopniu majora. Jego imieniem nazwano ulicę w Łomonosowie.

## Odznaczenia
- Złota Gwiazda Bohatera Związku Radzieckiego (23 października 1942)
- Order Lenina (dwukrotnie)
- Order Czerwonego Sztandaru (dwukrotnie)

I medale.